# Colima (ciutat)

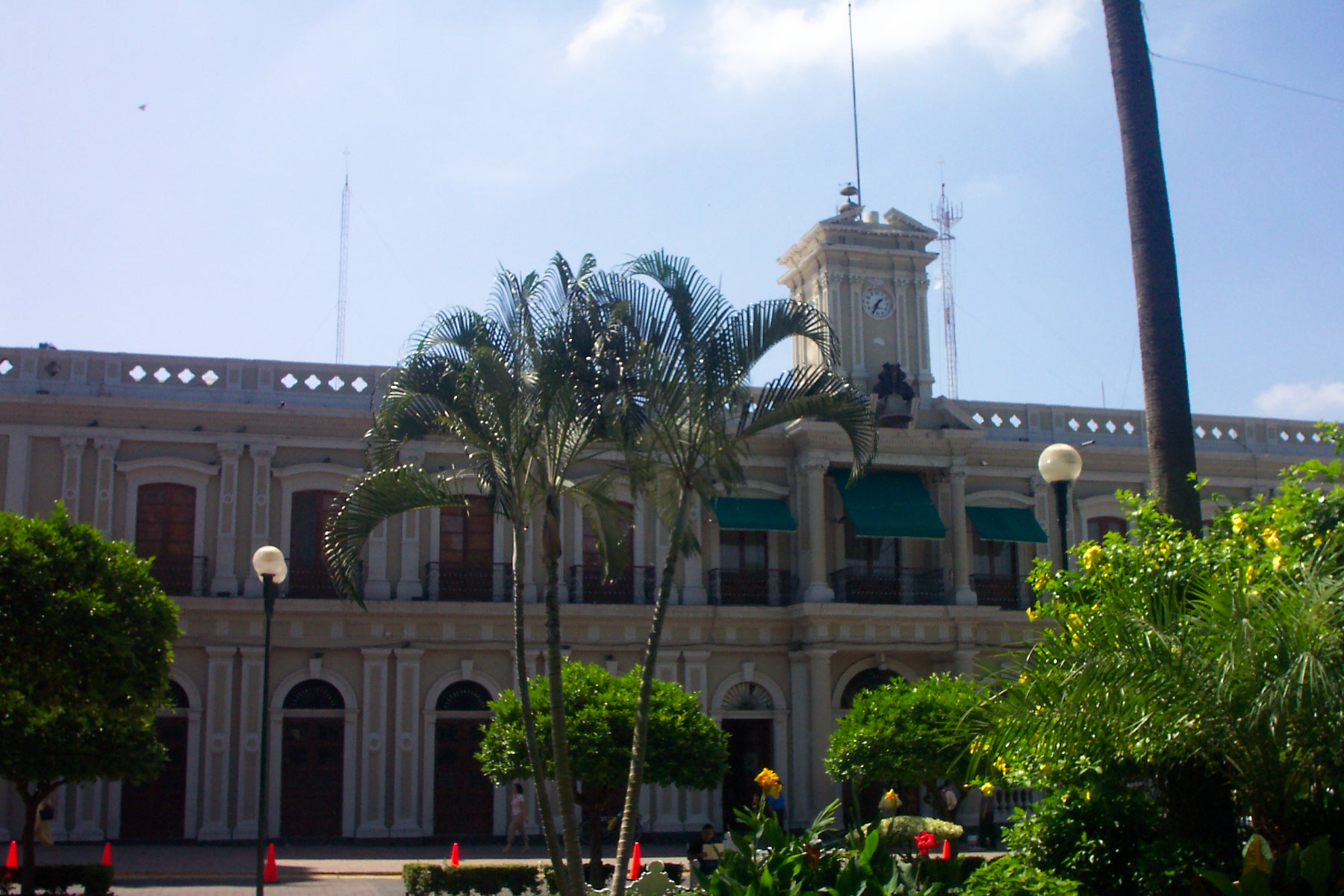
Palau de Govern de la ciutat de Colima

Colima és la ciutat mexicana més gran i capital de l'estat de Colima. Té una població estimada de 130.000 habitants i forma una conurbació amb la ciutat de Villa de Álvarez. El nom de Colima prové del nàhuatl Colliman que té dos probables significats: "lloc conquerit per nostres avis" o "lloc dominat pel déu del foc", en referència al volcà de Colima. La ciutat de Colima es va fundar el 20 de gener, 1527 amb el nom de Villa de San Sebastián, i va ser la tercera vil·la a constituir-se oficialment de la Nova Espanya. Encara que és una ciutat petita, en comparació amb altres ciutats capitals d'estats mexicans, l'activitat principal és el turisme. També és la seu principal de la Universitat de Colima.